# Yokohama Kaidashi Kikou
Yokohama Kaidashi Kikou (яп. ヨコハマ買い出し紀行, неоф. укр. Нотатки про подорож до Йокогами за покупками) — серія манґ, написана та проілюстрована Ашінано Хітоші, у жанрі наукова фантастика. Публікувалася у журналі Monthly Afternoon з червня 1994 року по лютий 2006 року, із заключним постскриптумним епізодом у липні 2006 року, і була зібрана у 14 томів танкобон. Частини історії були адаптовані у вигляді двох OVA.
Манґа зображує повсякденне життя дівчини-андроїда, яка керує кав'ярнею у вигаданому майбутньому, у якому на Землі зруйновано екологію. У 2007 році серія отримала нагороду Seiun Award за найкращу манґу.

## Сюжет
Події манґи відбуваються у мирному постапокаліптичному світі, у якому людство занепадає після екологічної катастрофи. Що саме сталося, не пояснюється, але рівень моря значно піднявся, затопивши прибережні міста, такі як Йокогама. Пори року стали менш вираженими, зими — м'якшими, а літо — не таким палючим. Зі зменшенням населення, людство повернулося до простішого способу життя, і вказується, що настали сутінки людської епохи. Замість того, щоб боротися зі своєю долею, люди спокійно прийняли її.
Хацусено Альфа — андроїд, керує віддаленою кав'ярнею «Кафе Альфа» на узбережжі японського півострова Міура, поки її людський «господар» подорожує. Хоча більшу частину часу вона проводить на самоті, Альфа весела, товариська, і на відміну від людей, які повільно вимирають, безсмертна.
Більшість розділів серії — це самодостатні епізоди, що зображують Альфу в повсякденних справах: наодинці, з клієнтами або під час випадкових поїздок за поселення чи в Йокогаму за припасами (звідки й походить назва манґи). Цілі розділи присвячені приготуванню кави, фотографуванню або ремонту крихітної моделі авіаційного двигуна, іноді лише з кількома репліками діалогу. Через досвід Альфи автор намагається показати маленькі дива повсякденного життя і змушує читача усвідомити, що вони минають: у двигуні літака закінчується пальне, її скутер ламається, океан наближається до її кав'ярні, сусідські діти, яких вона любить, виростають і переїжджають. Викликаючи ностальгію за цими втратами, Ашінано слідує принципу моно-но аваре (сум за швидкоплинністю речей).
Хоч історії манґи часто самодостатні, вони мають тяглість — стосунки розвиваються і змінюються, а незначні, на перший погляд, деталі проявляються згодом.

## Персонажі
Хацусено Альфа (яп. 初瀬野 アルファ, англ. Alpha Hatsuseno) — андроїд моделі A7M2, один з трьох серійних прототипів; керує кафе «Альфа» за відсутності господара. У вільний час грає на юецині, вирізає невеликі дерев'яні фігурки у вигляді риб та подорожує місцевістю на скутері, досліджуючи залишки попередньої епохи людства.
Сейю: Шііна Хекіру
Такацу Коконе (яп. 鷹津 ココネ, англ. Kokone Takatsu) — серійний андроїд моделі A7M3, працює кур'єром у тому, що залишилося від міста Мусасіно. Коконе мила, сором'язлива і дещо інтелектуальна, але через свою роботу вона має більше досвіду спілкування з людьми, ніж Альфа, і іноді може зійти за людину. Після знайомства з Альфою, своєю «старшою сестрою» по виробництву, Коконе починає цікавитися історією та природою андроїдів. На відміну від Альфи, вона здатна переробляти тваринний білок.
Сейю: Накагава Акіко
Дядько (яп. おじさん) — літній чоловік з вічною усмішкою, найближчий сусід Альфи і постійний відвідувач її кафе. Він керує заправкою і продає овочі на стороні. Він є «дідусем» для Альфи і фактичним дідусем Такахіро. Його справжнє ім'я ніколи не вказується.
Сейю: Терашіма Мікіо, Іїдзука Сьодзо
Сенсей (яп. せんせい, англ. Sensei) — літня жінка, лікарка як для людей, так і для андроїдів. Брала участь у створенні серії роботів A7. Її прізвище — Куміші (яп. 子海石, англ. Koumi'ishi), що перекладається як «дитячий морський камінь».
Сейю: Сугіта Ікуко
Такахіро (яп. タカヒロ, англ. Takahiro) — онук Дядька, живе з бабусею та дідусем. Знайомий з Альфою з дев'яти років.
Сейю: Суяма Акіо, Тойонага Тошіюкі
Мацукі (яп. 真月, англ. Matsuki) — дівчина, на кілька років молодша за Такахіро. Їй подобається Такахіро, і на початку ревнує його до Альфи. Згодом вона зближується з Альфою після того, як дізнається, що та ніколи б не розглядала можливість стосунків з Такахіро, бо смертні люди рухаються в часі інакше, ніж безсмертні андроїди.
Сейю: Нагасава Мікі
Най — андроїд А7 невідомої моделі. Він незвичайний тим, що з невідомих причин більшість андроїдів-чоловіків рідко виживають протягом тривалого часу після активації. Керує службою доставки, літаючи на літаку AT-6 Texan. Най тихий і незворушний.
Сейю: Найто Рьо

## Медіа

### Манґа
Загалом було опубліковано 140 глав серії видавництвом Kodansha у сейнен-журналі манґа Monthly Afternoon у період з червня 1994 року по лютий 2006 року. Ці глави були зібрані у 14 томах танкобон під імпринтом Afternoon KC. З жовтня 2009 по липень 2010 року Kodansha перевидала серію в десяти томах.
Манґа ліцензована в Кореї під назвою 카페 알파 (Café Alpha), в Індонезії — M&C Comics, у Тайвані — Tong Li Publishing, у Франції — Meian під назвою Escale à Yokohama, в Північній Америці — Seven Seas Entertainment.
Крім того, був опублікований шестисторінковий постскриптум у липневому номері журналу Afternoon за 2006 рік. Це оповідання під назвою Touge (Гірський перевал) не має номера глави і не ввійшло до першого видання, але включене до 10-го тому перевидання.
24 вересня 1997 року була опублікована книжка-картинка з ілюстраціями з манґи, а 20 березня 2003 року вийшов артбук.

### Аніме
Частини манґи були екранізовані у двох OVA по дві серії кожна, остання з яких називається Quiet Country Cafe (Тихе сільське кафе).
Перша OVA, виробництва студії Ajia-do Animation Works, виходила у травні і грудні 1998 року на VHS і Laserdisc. Вона адаптувала деякі події перших трьох томів, включаючи першу зустріч Альфи і Коконе та одужання Альфи після удару блискавки. Згодом вона була перевидана на DVD.
Друга OVA, виробництва студій Ajia-do Animation Works та SME Visual Works, виходила у грудні 2002 року та травні 2003 року на VHS та DVD. Вона адаптувала події з 7-9 томів, зокрема шторм, який руйнує кафе Альфи, та її подальші подорожі центральною Японією.

### Ранобе
Ранобе під назвою Yokohama Kaidashi Kikō Novel: Seeing, Walking, Being Glad (яп. 小説 ヨコハマ買い出し紀行―見て、歩き、よろこぶ者), написане Кацукі Теріхою та проілюстроване Ашінано Хітоші, було опубліковане видавництвом Kodansha 23 жовтня 2008 року. Дія новели розгортається через довгий час після завершення серії манґи і розповідає про хлопчика-андроїда на ім'я Омега та його пошуки легендарного кафе «Альфа».

## Сприйняття
Багато рецензентів високо оцінили стиль малювання Ашінано, ретельний темп і привабливих персонажів. У The Comics Journal Дірк Деппі написав: «Yokohama Kaidashi Kikou — не просто одна з моїх улюблених історій манґи; це один з моїх улюблених коміксів, і крапка» Дерік А. Бадмен писав: «Це на багато світлових років перевершує майже всю манґу, яку перекладають і публікують у США». Рецензент з журналу Uknighted Manganime написав: «З художньої точки зору Yokohama Kaidashi Kikou є найбільш вражаючою з усіх, що я коли-небудь бачив», додавши: «Коротше кажучи, Yokohama Kaidashi Kikou — найкраща манґа, яку я коли-небудь читав, і я не бачу, що хтось її перевершить найближчим часом, якщо взагалі колись перевершить».
Також Yokohama Kaidashi Kikou порівнюють з серією Aria, зазначаючи, що це тихі життєві історії у футуристичній обстановці зі схожим емоційним ефектом. Рецензент з Uknighted Manganime написав: «Спільним для них є світлий погляд у майбутнє та загалом оптимістичний погляд на людство, незважаючи на наші недоліки».